# Siergiej Sztemienko

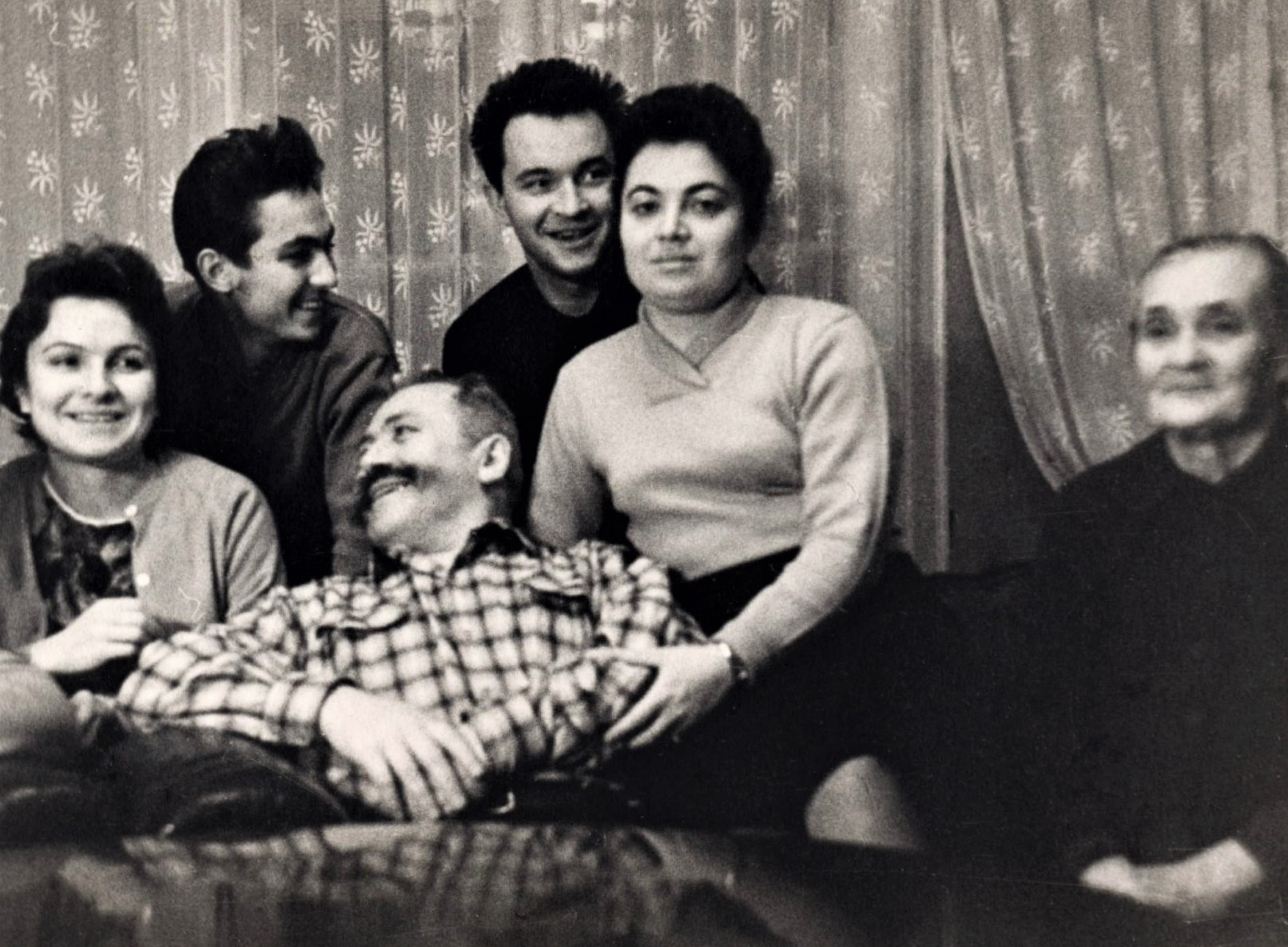
Generał Sztemienko z rodziną, 1962

Siergiej Matwiejewicz Sztemienko (ros. Серге́й Матве́евич Штеме́нко; ur. 7 lutego?/20 lutego 1907 w Uriupińsku w obwodzie dońskim, zm. 23 kwietnia 1976 w Moskwie) – generał armii Sił Zbrojnych ZSRR, szef Głównego Zarządu Wywiadowczego.

## Początki kariery
Pochodził ze wsi, w 1926 roku wstąpił ochotniczo do Armii Czerwonej i służył w artylerii i jednostkach pancernych. Brał udział w agresji na Polskę 17 września 1939 roku, w 1940 roku został przeniesiony do Sztabu Generalnego. W czerwcu 1942 roku mianowano go tam szefem Zarządu Operacyjnego. W listopadzie 1948 roku został mianowany szefem Sztabu Generalnego i awansowany do stopnia generała armii. W czerwcu 1952 został zdegradowany do stopnia generała porucznika i skierowany jako szef sztabu do Radzieckiej Grupy Wojsk w Niemieckiej Republice Demokratycznej. Do Moskwy powrócił natychmiast po śmierci Stalina w marcu 1953 roku, na stanowisko pierwszego zastępcy Szefa Sztabu Generalnego. Upadek jego protektora Ławrientija Berii spowodował, iż został przesunięty na trzeciorzędne stanowisko Szefa Sztabu Wschodniosyberyjskiego Okręgu Wojskowego. 
W lutym 1956 roku, po awansie na generała pułkownika, zastąpił na stanowisku szefa Głównego Zarządu Wywiadowczego gen. płk. Michaiła Szalina.
W październiku 1957 roku, w ramach czystki prowadzonej po dymisji marszałka Gieorgija Żukowa, przeszedł ponownie do służby w okręgach wojskowych. W 1962 został mianowany szefem sztabu wojsk lądowych, skąd w 1965 roku wrócił do Sztabu Generalnego. Powierzono mu ponownie funkcję szefa Zarządu Operacyjnego, a następnie w 1966 roku funkcję pierwszego zastępcy ministra obrony. Na tym stanowisku opracowywał plany interwencji w Czechosłowacji w 1968 roku. Przywrócony do rangi generała armii, bezpośrednio po sukcesie tej agresji został szefem Sztabu Zjednoczonego Dowództwa Wojsk Układu Warszawskiego, stanowisko to piastował aż do śmierci w 1976 roku.
Pochowany na Cmentarzu Nowodziewiczym w Moskwie.

## Prace literackie
Sztemienko napisał dwa dzieła z historii wojskowości; obie książki podlegały licznym zmianom w kolejnych wydaniach:
- Sztab generalny w czasie wojny (wyd. pol. 1969)
- Jeszcze o sztabie generalnym w czasie wojny (wyd. pol. 1976)

## Odznaczenia
- Order Lenina
- Order Czerwonego Sztandaru (trzykrotnie)
- Order Suworowa I klasy (dwukrotnie)
- Order Kutuzowa I klasy
- Order Czerwonego Sztandaru Pracy
- Order Czerwonej Gwiazdy
- Order „Za służbę Ojczyźnie w Siłach Zbrojnych ZSRR”
- Medal „Za zwycięstwo nad Niemcami w Wielkiej Wojnie Ojczyźnianej 1941–1945”
- Medal „Za zwycięstwo nad Japonią”
- Medal „Za obronę Moskwy”
- Medal jubileuszowy „Dwudziestolecia zwycięstwa w Wielkiej Wojnie Ojczyźnianej 1941–1945”
- Medal jubileuszowy „Trzydziestolecia zwycięstwa w Wielkiej Wojnie Ojczyźnianej 1941–1945”
- Medal jubileuszowy „30 lat Armii Radzieckiej i Floty”
- Medal jubileuszowy „40 lat Sił Zbrojnych ZSRR”
- Medal jubileuszowy „50 lat Sił Zbrojnych ZSRR”